# Портрет Элеоноры Толедской с сыном
«Портрет Элеоноры Толедской с сыном» (итал. Il Ritratto di Eleonora di Toledo col figlio Giovanni) — знаменитый портрет работы итальянского живописца Аньоло Бронзино, созданный в 1545 году. Выдающийся образец искусства флорентийского маньеризма. Хранится в галерее Уффици во Флоренции.

## История
На двойном портрете изображены супруга великого герцога Тосканы Козимо I Медичи Элеонора Толедская с одним из её одиннадцати сыновей. Определение имени сына Элеоноры, изображённого на этом портрете, вызывает разногласия. Согласно предполагаемой дате создания картины принято считать, что изображён Джованни Медичи (родился в 1543 году), хотя ранее предполагалось, что это изображение Гарция (родившегося в 1547 году), также предлагается кандидатура Франческо (родился в 1541 году). Джованни Медичи в тот день было около двух лет. Бронзино посвятил и матери, и ребёнку другие портреты, но это, безусловно, самый известный, настоящий манифест утончённого придворного искусства времён герцога Козимо и один из самых символичных примеров итальянской портретной живописи шестнадцатого века.
Портрет был написан летом 1545 года, во время пребывания герцогской семьи на вилле Медичи в Поджо-а-Кайано, которую можно увидеть на дальнем плане картины. Возможно, именно для этой работы в 1545 году Бронзино просил у придворного дворецкого Пьера Франческо Риччио синюю краску, о чём свидетельствуют документы семейного архива.

## Композиция и стиль
Сидящая Элеонора изображена в три четверти, несколько повернувшись влево, однако её взгляд направлен прямо на зрителя. Её левая рука покоится на складках тяжёлого платья, правой она обнимает за плечи своего трёхлетнего сына, смотрящего мечтательно-отсутствующим взглядом. Мальчик одет в простое детское платье без украшений из тёмно-синего с золотом шёлка, из-под которого выглядывают расшитый золотом воротничок и складки на рукавах его нижней рубашки.
Его мать, напротив, одета в роскошное платье из парчи, украшенное жемчугом, которое эффектно оттеняется лазурным фоном картины.
Фоновая синева становится несколько бледнее у головы Элеоноры и превращается в подобие светящегося нимба, который добавляет возвышенности её благородному облику. При ближайшем рассмотрении оказывается, что это не стена, а свинцовое небо с вдалеке видом на виллу, вероятно, Поджо-а-Кайано, к которой герцогская семья была особенно привязана.

## Детали картины

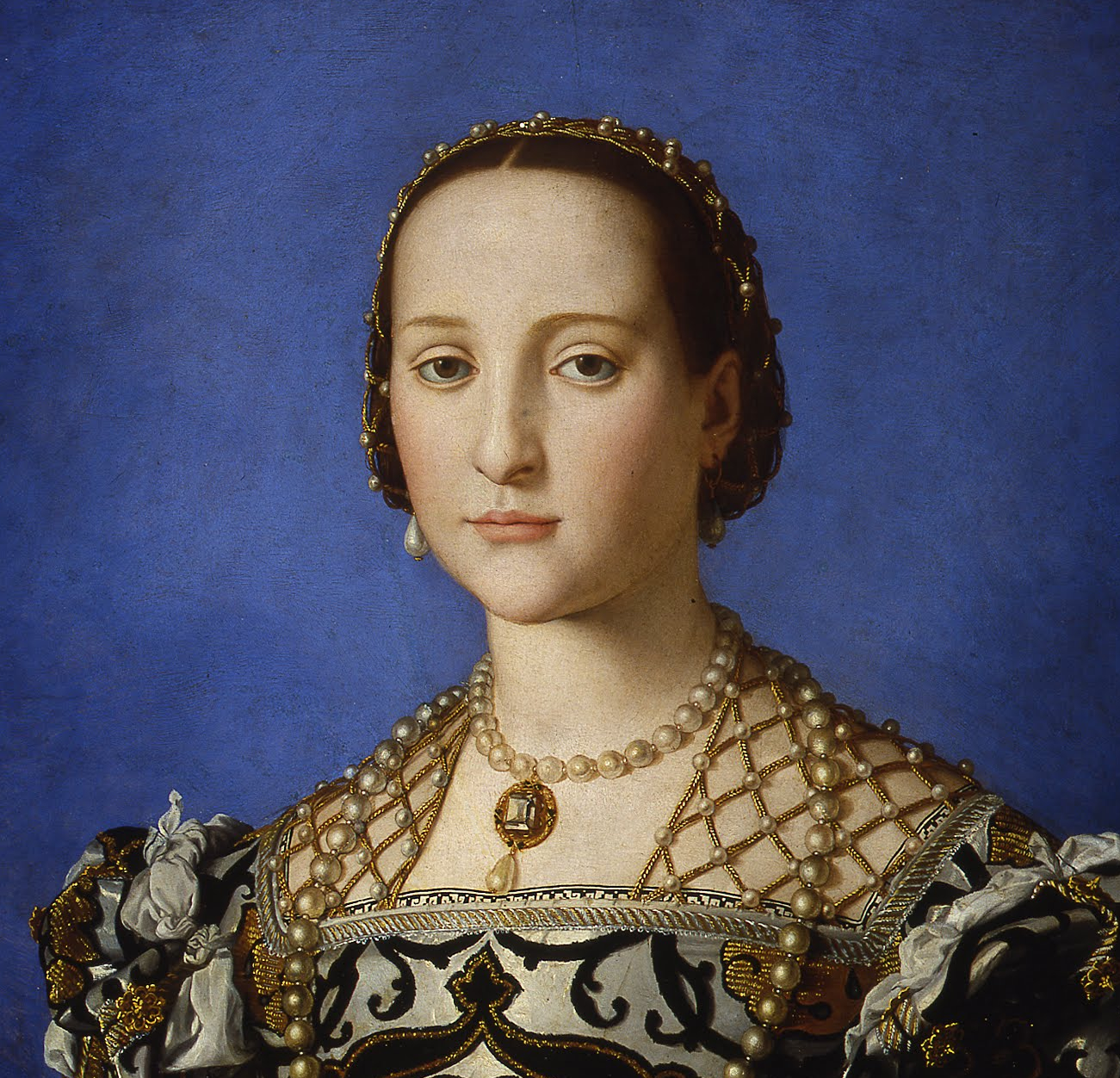
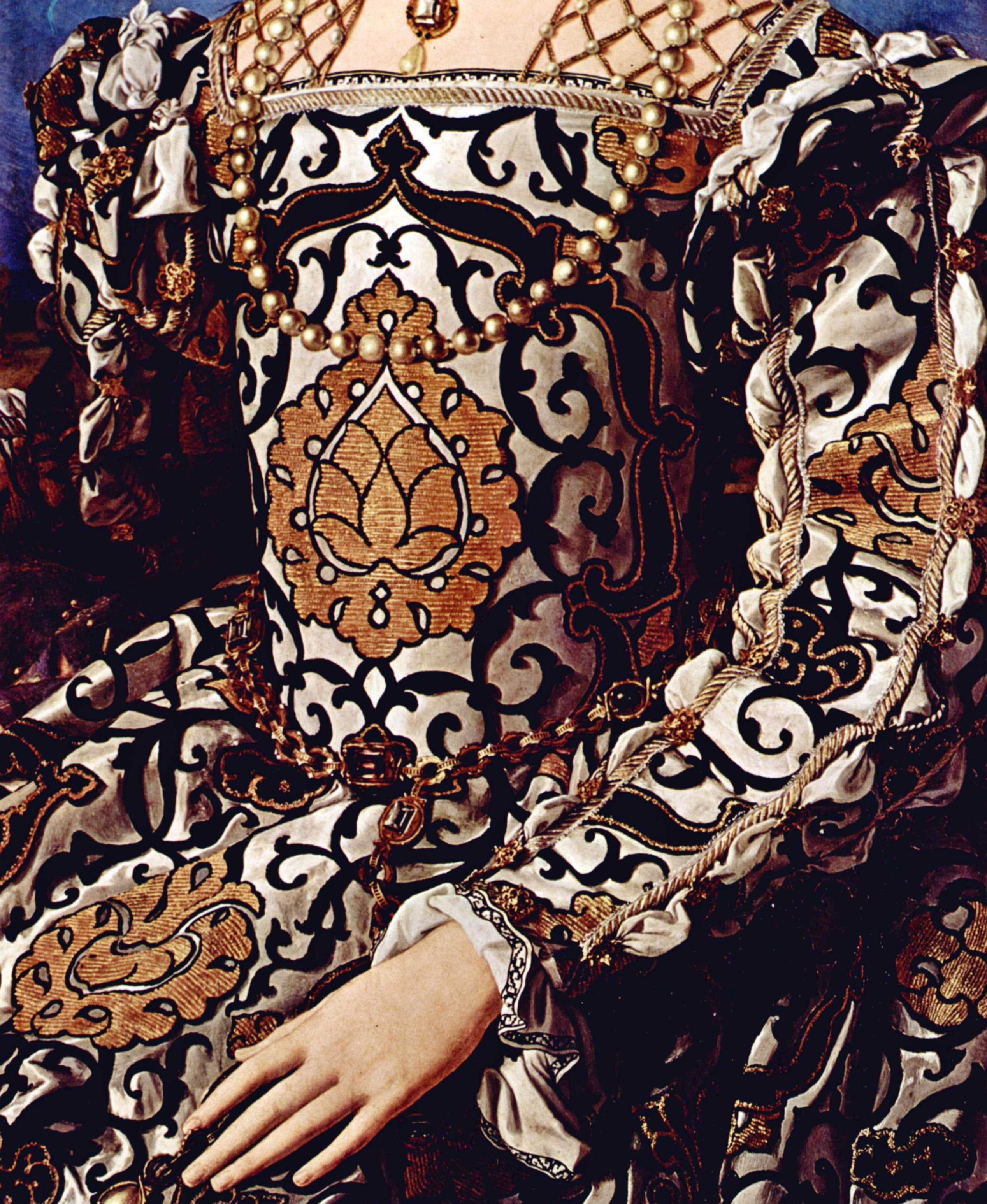
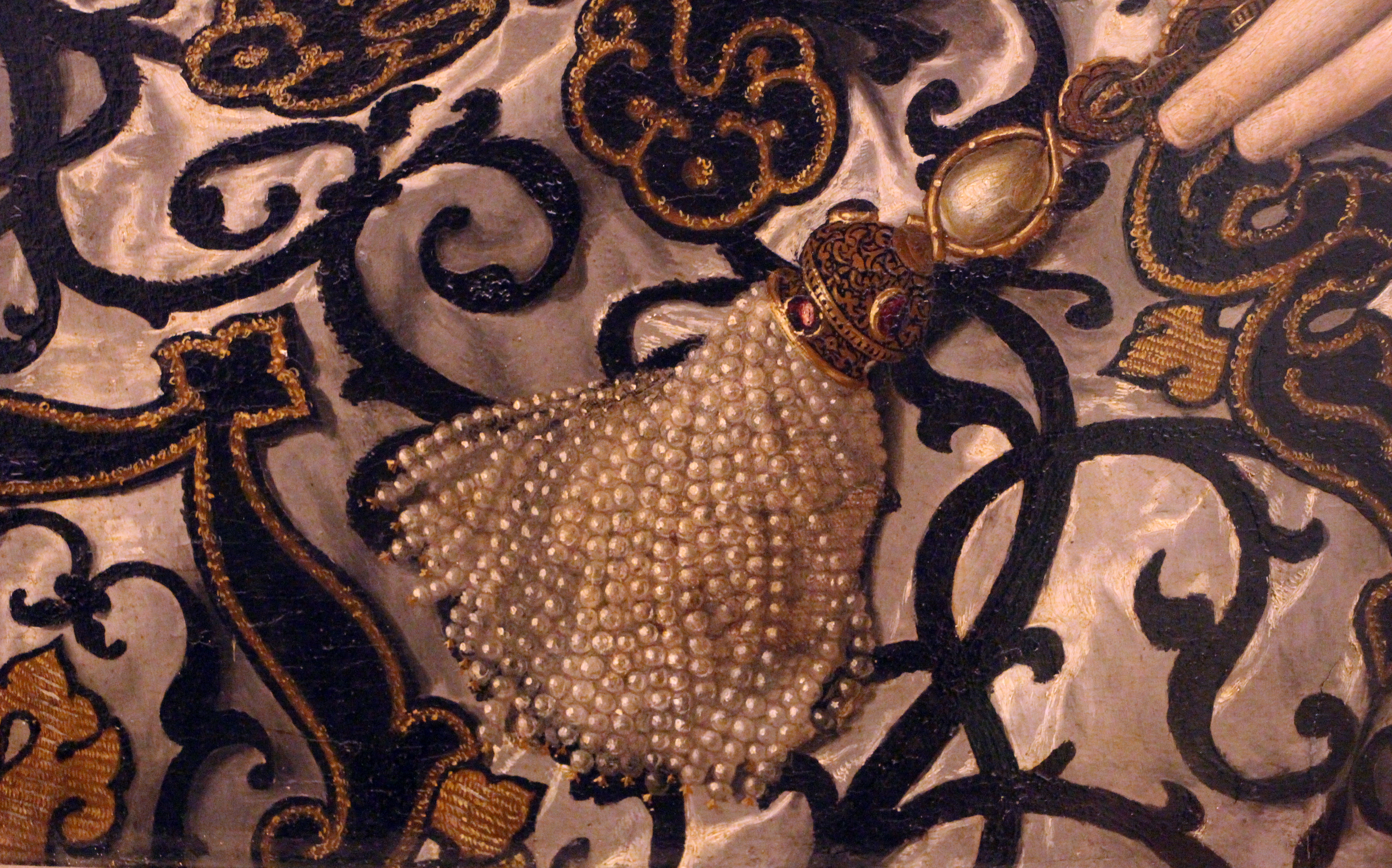
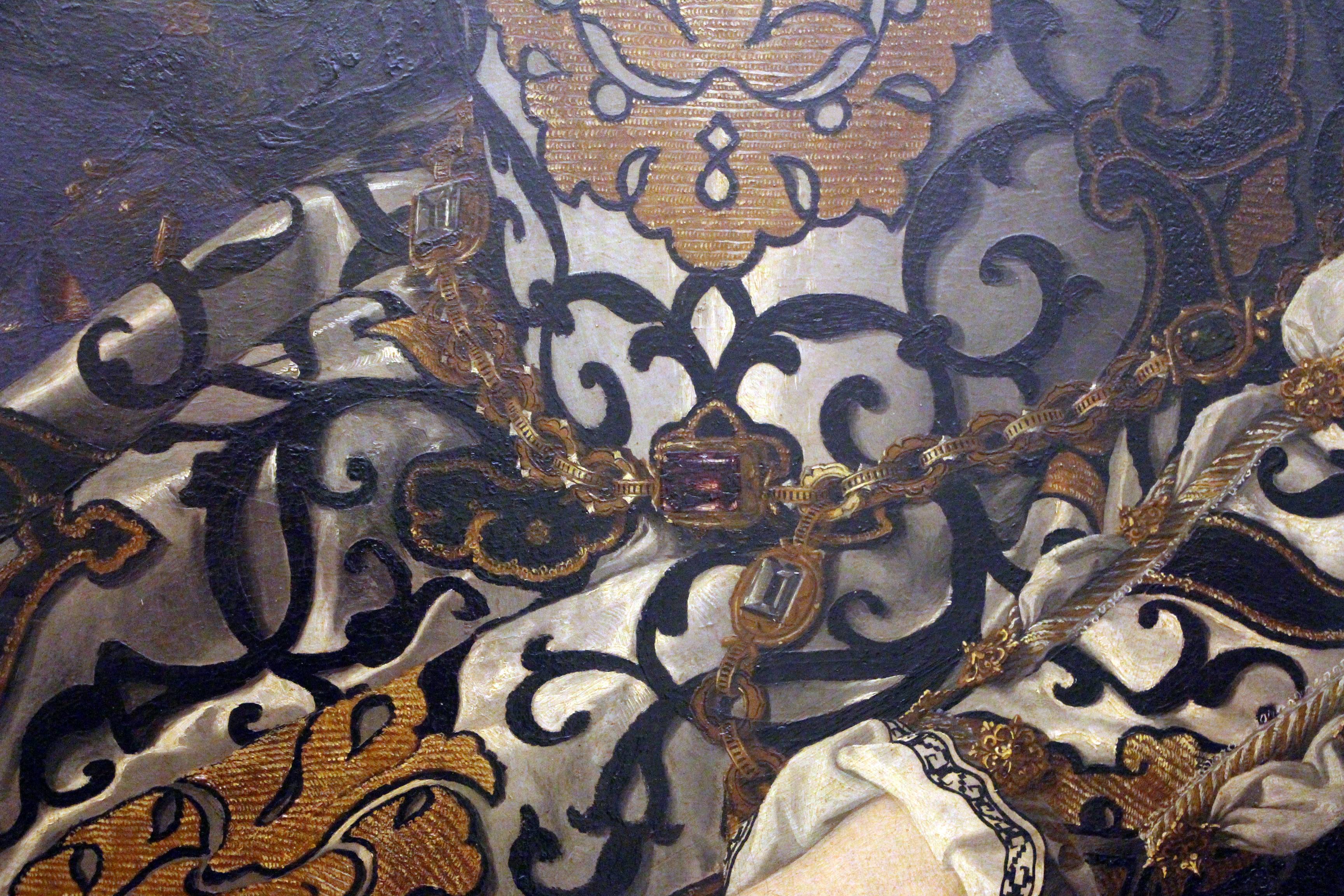
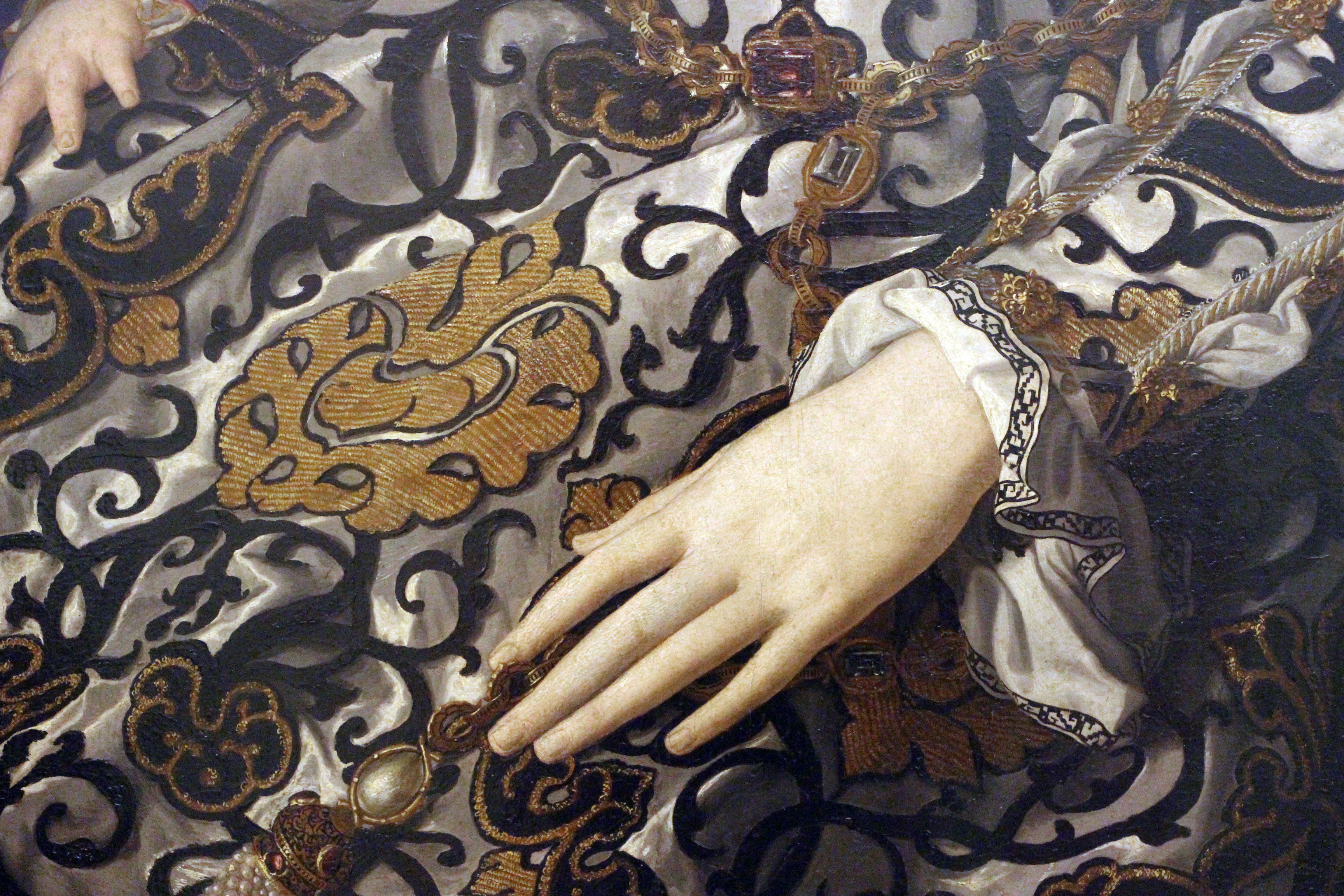
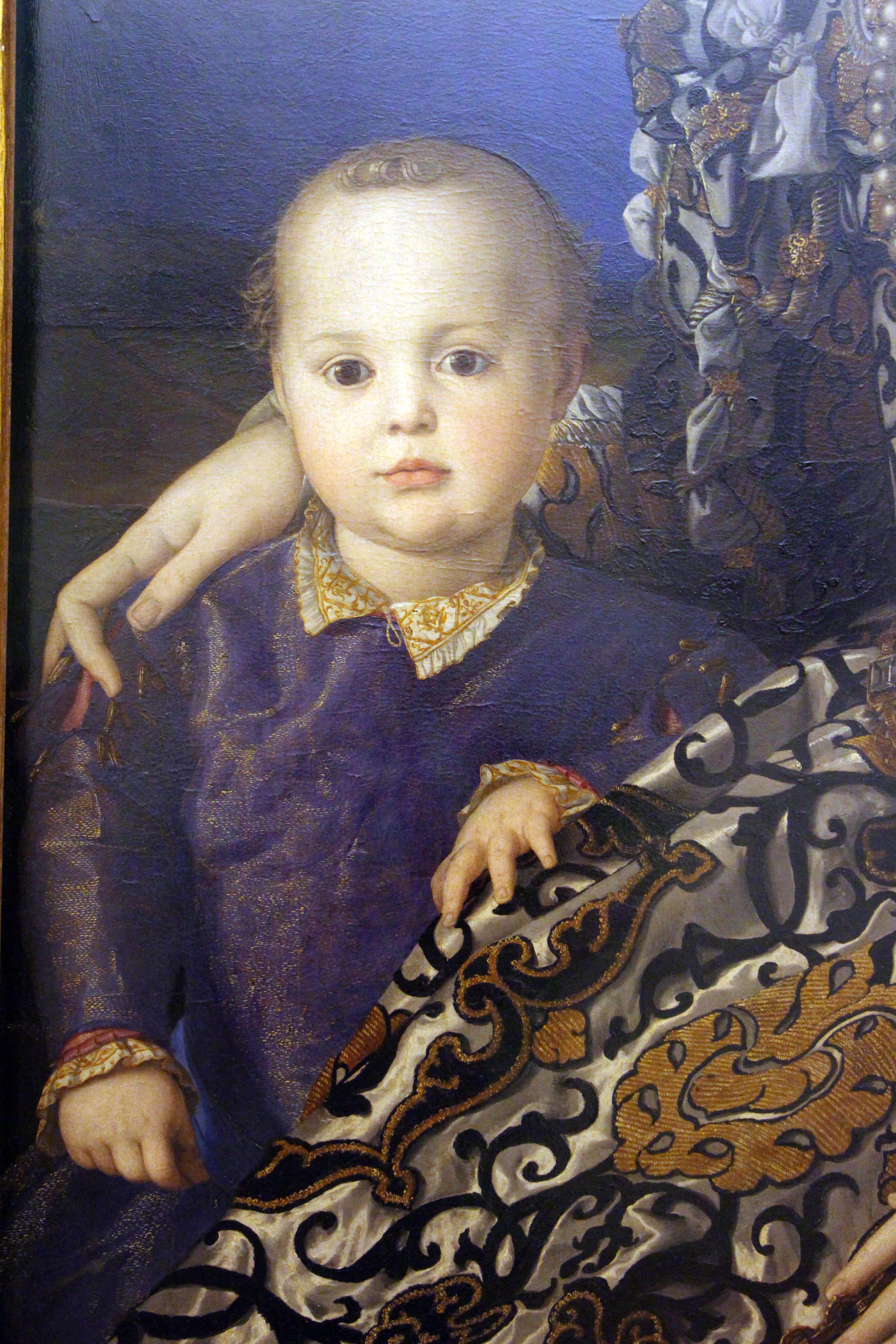

Тёмные волосы женщины уложены в строгую причёску с пробором посередине и удерживаются жемчужной сеткой. В ушах у Элеоноры серёжки из жемчуга, только каплевидной формы. Платье Элеоноры из белого шелка с арабесковым узором из бархата и гранатовым узором из золотой парчи плотно облегает верхнюю часть её тела, это личная интерпретация строго испанского силуэта. Жёсткая форма рукавов с декоративными разрезами привлекает внимание к линии плеча. Прямой вырез декольте прикрывает плетение из парчового шнура и жемчуга, гармонирующее с сеткой в волосах. На талии у Элеоноры тяжёлая золотая цепочка с кисточкой на конце, на которую плотно набраны жемчужины. На груди Элеоноры два жемчужных ожерелья: одно опускается до середины груди, а другое, короткое, украшено кулоном из крупного обработанного топаза и каплевидной жемчужины.
Ткань для платья была изготовлена по испанским образцам на мануфактуре Медичи во Флоренции. Такой тип ткани называется teletta. В музее Барджелло сохранился похожий отрез ткани.
Долгое время считалось, что Элеонора была похоронена в том же платье, что и на этом портрете. Однако в наше время при исследовании и реставрации сохранившейся ткани было установлено, что это другое платье. Это платье ныне выставлено в Галерее костюмов Палаццо Питти. Жёсткое платье скрывает формы женского тела, но также как и форма лица приближена к овалу, так и верхняя часть тела стремится к геометричности форм. В духе маньеризма пропорции тела несколько удлинены. Очевидно, что смысл парадного портрета заключался в изображении идеального образа, а не в точном портретном сходстве. При всем великолепии драгоценностей и одеяния, королевской роскоши парчи, приглушённой холодными тонами чёрного, белого и бронзового, портрет Элеоноры излучает сдержанность, достоинство и спокойную уверенность знатного дома Медичи. Щедрое использование лазури, ценного живописного материала, почти натюрмортная точность в изображении драгоценного одеяния с приковывающим взгляд гранатовым узором по центру, этим античным символом полноты жизни и плодородия, и, наконец, присутствие мальчика на полотне — все это явные и скрытые намёки на богатство, благополучие и власть семьи Медичи во Флоренции.
Б. Р. Виппер писал, имея ввиду именно этот портрет:

Религиозные и мифологические композиции Бронзино отталкивают своей вычурной орнаментальной стилизацией. Напротив, портреты Бронзино невольно приковывают к себе внимание зрителя — настолько холодный, пластически жёсткий, с гладкой, блестящей фактурой живописный стиль мастера кажется соответствующим типу изображённых им людей… Глубокая противоречивость мировосприятия Бронзино находит своё отражение в живописи мастера, сочетающей натуралистическую достоверность деталей с отвлечённым построением целого, иллюзорную осязательность поверхности с отрицанием реальной вещественности материи… С необычайной точностью Бронзино фиксирует на своих портретах сложный узор парчовых одежд, каждую складку шёлковой ткани, с предельной чёткостью моделирует рельеф лица и ямочки на холёных руках. Но узоры и складки ткани не обнаруживают её подлинной вещественности, а лицо и руки модели кажутся подобными не живой плоти, а холодному полированному мрамору. Достоверность оказывается мнимой, превращается в отрицание действительности
.
Знаток итальянской живописи П. П. Муратов отзывался о портретах работы Бронзино восторженно:

Гладкой и местами сухой живописи портретов Бронзино свойственная чрезвычайная острота. Рядом с ними кое-что проигрывает, даже более очевидное живописное мастерство Веласкеса. В этой же комнате Уффиций находятся несколько его портретов, написанных иной манерой, — герцогиня Элеонора с сыном, инфанты, неизвестная с молитвенником. Здесь живопись Бронзино становится совершенно фарфоровой, краски сияют холодным блеском эмали. Лица стали также фарфоровыми и неживыми, под кожей не чувствуется биения крови. Но как пленительна всё-таки красота этих портретов! Узоры на платье Элеоноры предвосхищают великолепие севрского фарфора. Лиловато-голубой кафтанчик её маленького сына удивительно сияет на сине-голубом эмалевом фоне. И, однако, в этой парадности нет истинного спокойствия, — в лице мальчика, особенно в расстановке глаз, вдруг выступает нервный трепет Бронзино
.

## Другие портреты
Аньоло Бронзино создал два портрета Элеоноры с сыновьями и ни одного — с дочерьми. Второй двойной портрет Элеоноры, где она изображена со своим первенцем Франческо, сохранился только в рабочем варианте и находится сейчас в Национальном музее Пизы. Изображение двух наследников Медичи на парадных портретах должно было демонстрировать уверенность династии Медичи в своём будущем.

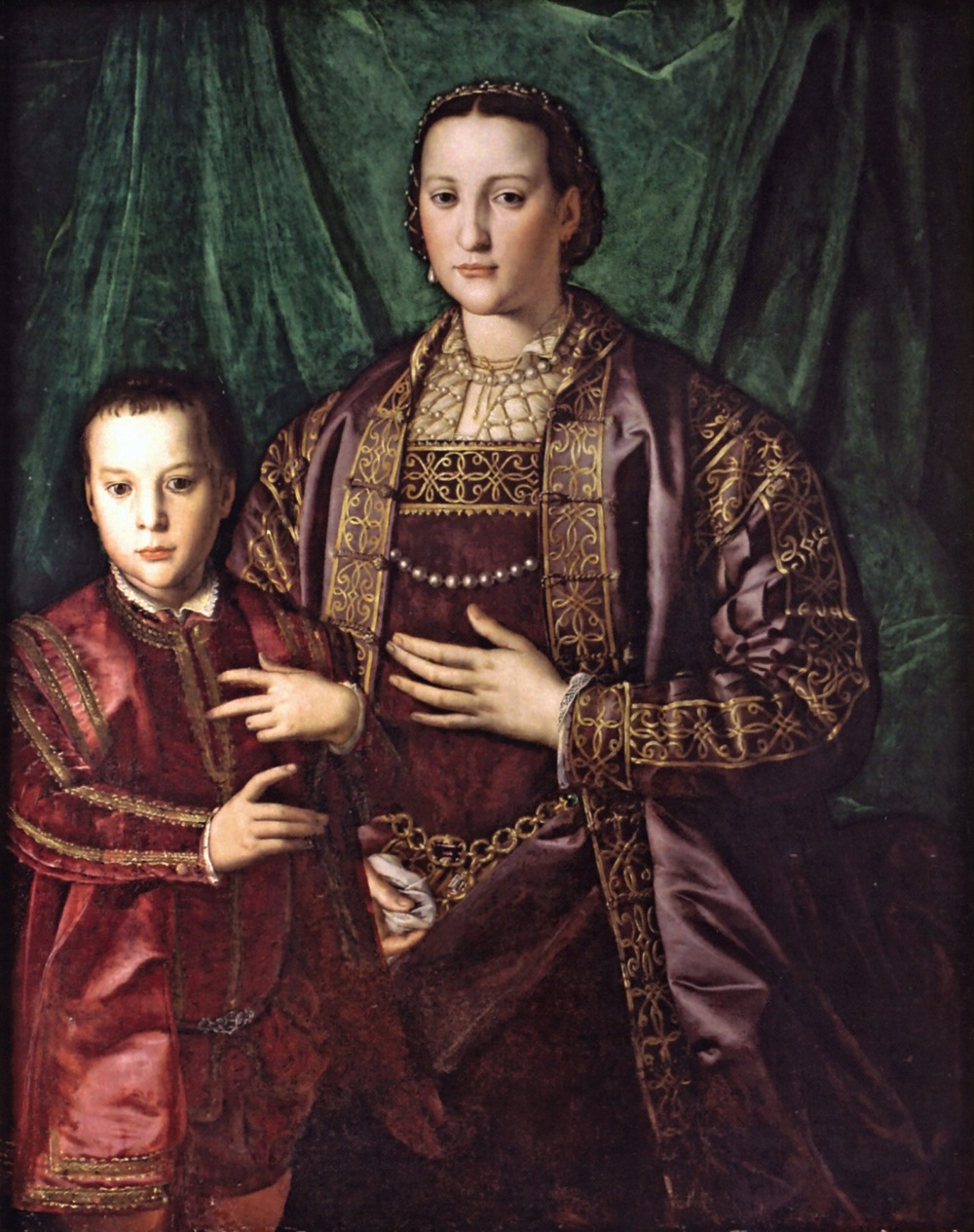
Портрет Элеоноры Толедской с сыном Франческо. Ок. 1549. Дерево, масло. Национальный музей Королевского дворца, Пиза
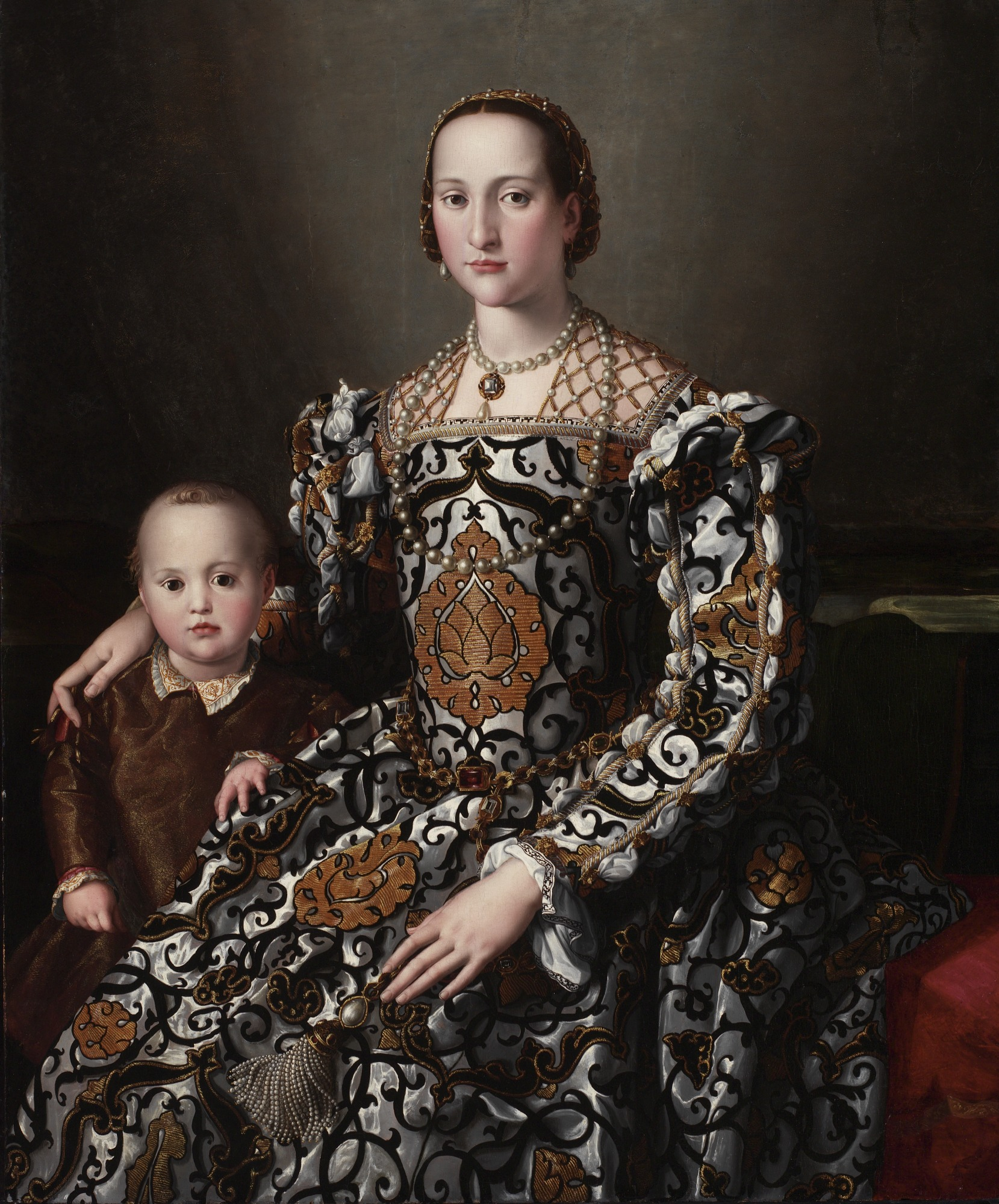
Элеонора Толедская и её сын (мастерская Бронзино). Между 1545 и 1550. Дерево, масло. Детройтский институт искусств, Детройт, США
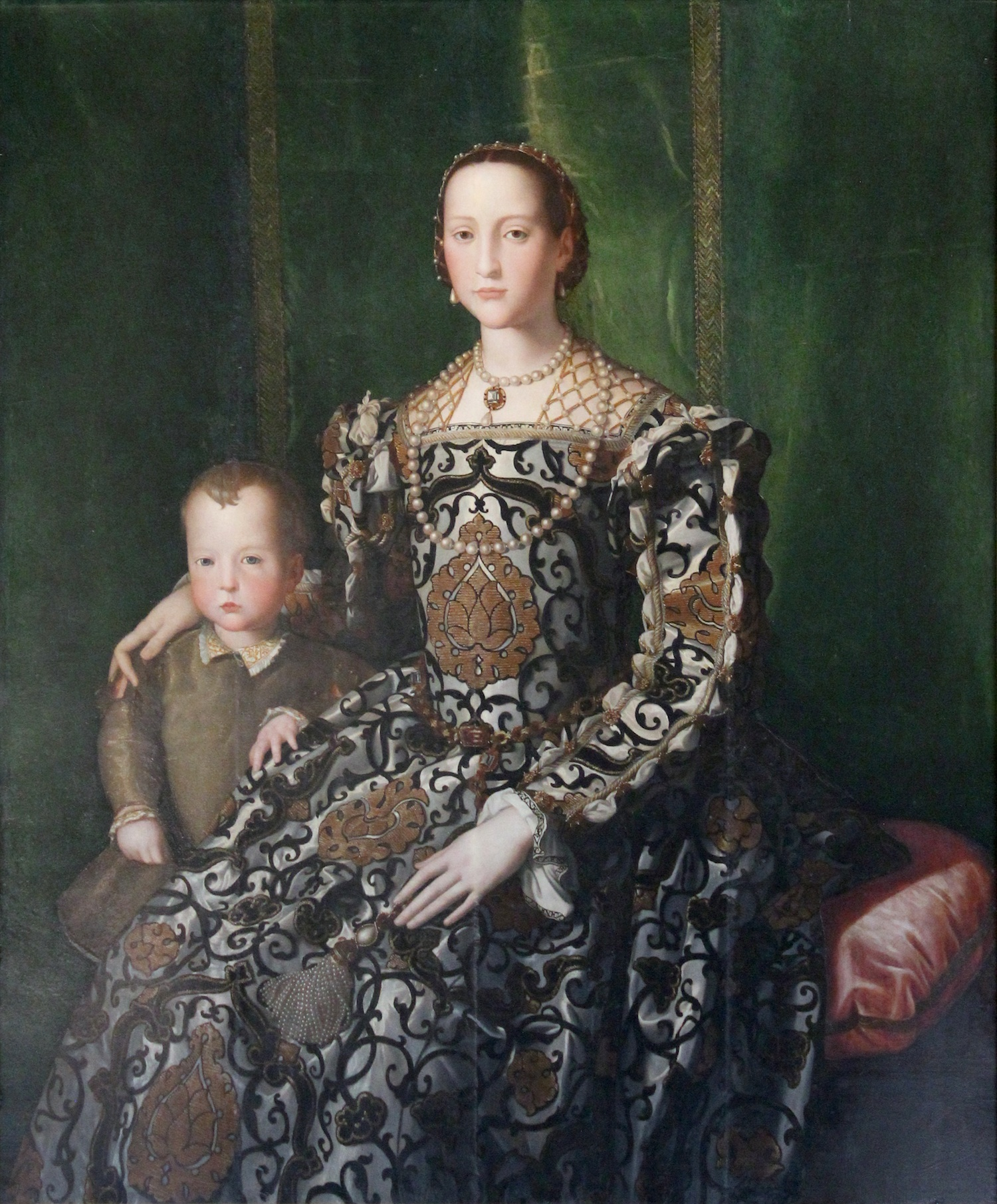
Лоренцо Вайани (Лоренцо делла Счорина). Портрет Элеоноры Толедской с сыном Гарсией де Медичи. 1584. Дерево, масло. Уффици, Флоренция
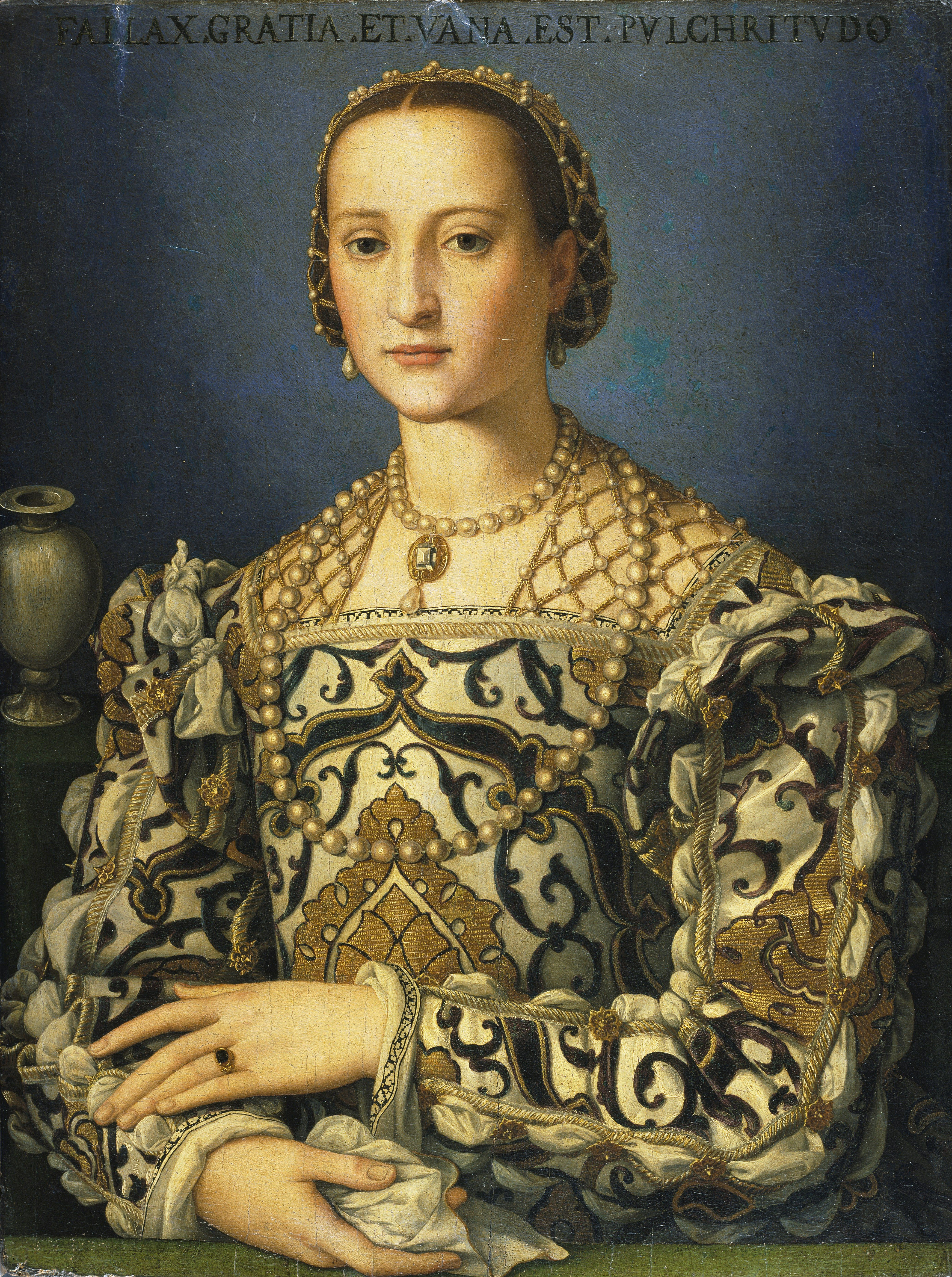
Портрет Элеоноры Толедской. 1562 (?). Палаццо Питти, Флоренция
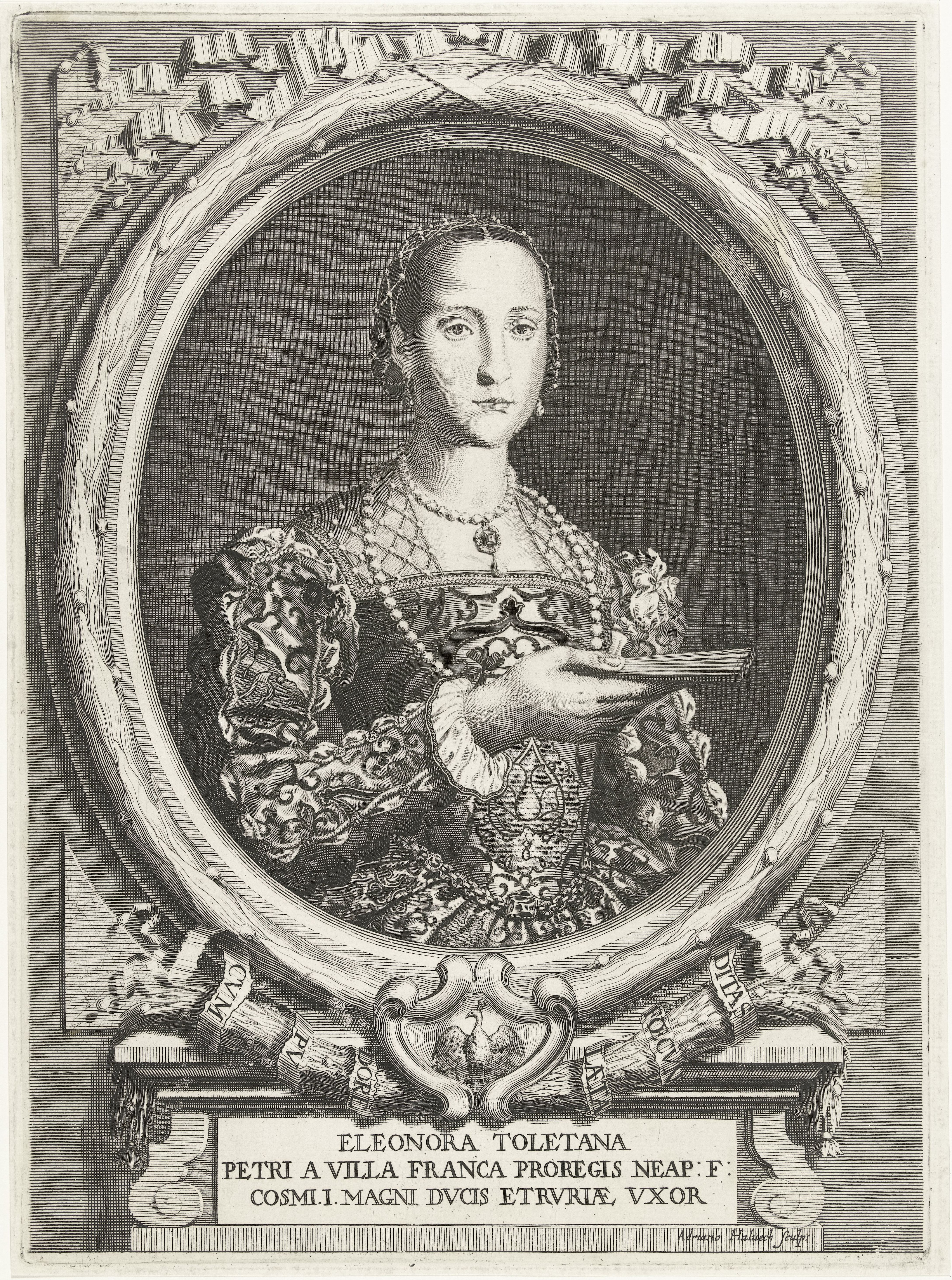
А. Хелвег. Портрет Элеоноры Толедской. Офорт. Рейксмюсеум, Амстердам